# Seznam zmagovalcev turnirjev za Grand Slam - moške dvojice
Seznam zmagovalcev teniških turnirjev za Grand Slam med moškimi dvojicami.

## Zmagovalci po letih
Med letoma 1977 in 1985 je Odprto prvenstvo Avstralije potekalo decembra.
| Leto                | Avstralija                                                 | Francija                                | Anglija                             | ZDA                                 |
| ------------------- | ---------------------------------------------------------- | --------------------------------------- | ----------------------------------- | ----------------------------------- |
| 2025                | Harri Heliövaara Henry Patten                              | Marcel Granollers Horacio Zeballos      | Julian Cash Lloyd Glasspool         |                                     |
| 2024                | Rohan Bopanna Matthew Ebden                                | Marcelo Arévalo Mate Pavić              | Harri Heliövaara Henry Patten       | Max Purcell Jordan Thompson         |
| 2023                | Rinky Hijikata Jason Kubler                                | Ivan Dodig Austin Krajicek              | Wesley Koolhof Neal Skupski         | Rajeev Ram Joe Salisbury            |
| 2022                | Thanasi Kokkinakis Nick Kyrgios                            | Marcelo Arévalo Jean-Julien Rojer       | Matthew Ebden Max Purcell           | Rajeev Ram Joe Salisbury            |
| 2021                | Ivan Dodig Filip Polášek                                   | Pierre-Hugues Herbert Nicolas Mahut     | Nikola Mektić Mate Pavić            | Rajeev Ram Joe Salisbury            |
| 2020                | Rajeev Ram Joe Salisbury                                   | Kevin Krawietz Andreas Mies             | odpoved                             | Mate Pavić Bruno Soares             |
| 2019                | Pierre-Hugues Herbert Nicolas Mahut                        | Kevin Krawietz Andreas Mies             | Juan Sebastián Cabal Robert Farah   | Juan Sebastián Cabal Robert Farah   |
| 2018                | Oliver Marach Mate Pavić                                   | Pierre-Hugues Herbert Nicolas Mahut     | Mike Bryan Jack Sock                | Mike Bryan Jack Sock                |
| 2017                | Henri Kontinen John Peers                                  | Ryan Harrison Michael Venus             | Łukasz Kubot Marcelo Melo           | Jean-Julien Rojer Horia Tecău       |
| 2016                | Jamie Murray Bruno Soares                                  | Feliciano López Marc López              | Pierre-Hugues Herbert Nicolas Mahut | Jamie Murray Bruno Soares           |
| 2015                | Simone Bolelli Fabio Fognini                               | Ivan Dodig Marcelo Melo                 | Jean-Julien Rojer Horia Tecău       | Pierre-Hugues Herbert Nicolas Mahut |
| 2014                | Łukasz Kubot Robert Lindstedt                              | Julien Benneteau Édouard Roger-Vasselin | Vasek Pospisil Jack Sock            | Bob Bryan Mike Bryan                |
| 2013                | Bob Bryan Mike Bryan                                       | Bob Bryan Mike Bryan                    | Bob Bryan Mike Bryan                | Leander Paes Radek Stepanek         |
| 2012                | Leander Paes Radek Štěpánek                                | Maks Mirni Daniel Nestor                | Jonathan Marray Frederik Nielsen    | Bob Bryan Mike Bryan                |
| 2011                | Bob Bryan Mike Bryan                                       | Maks Mirni Daniel Nestor                | Bob Bryan Mike Bryan                | Jürgen Melzer Philipp Petzschner    |
| 2010                | Bob Bryan Mike Bryan                                       | Daniel Nestor Nenad Zimonjić            | Jürgen Melzer Philipp Petzschner    | Bob Bryan Mike Bryan                |
| 2009                | Bob Bryan Mike Bryan                                       | Lukáš Dlouhý Leander Paes               | Daniel Nestor Nenad Zimonjić        | Lukáš Dlouhý Leander Paes           |
| 2008                | Jonathan Erlich Andy Ram                                   | Pablo Cuevas Luis Horna                 | Daniel Nestor Nenad Zimonjić        | Bob Bryan Mike Bryan                |
| 2007                | Bob Bryan Mike Bryan                                       | Mark Knowles Daniel Nestor              | Arnaud Clément Michaël Llodra       | Simon Aspelin Julian Knowle         |
| 2006                | Bob Bryan Mike Bryan                                       | Jonas Björkman Maks Mirni               | Bob Bryan Mike Bryan                | Martin Damm Leander Paes            |
| 2005                | Wayne Black Kevin Ullyett                                  | Jonas Björkman Maks Mirni               | Stephen Huss Wesley Moodie          | Bob Bryan Mike Bryan                |
| 2004                | Michael Llodra Fabrice Santoro                             | Xavier Malisse Olivier Rochus           | Jonas Björkman Todd Woodbridge      | Mark Knowles Daniel Nestor          |
| 2003                | Michael Llodra Fabrice Santoro                             | Bob Bryan Mike Bryan                    | Jonas Björkman Todd Woodbridge      | Jonas Björkman Todd Woodbridge      |
| 2002                | Mark Knowles Daniel Nestor                                 | Paul Haarhuis Jevgenij Kafelnikov       | Jonas Björkman Todd Woodbridge      | Mahesh Bhupathi Maks Mirni          |
| 2001                | Jonas Björkman Todd Woodbridge                             | Mahesh Bhupathi Leander Paes            | Donald Johnson Jared Palmer         | Wayne Black Kevin Ullyett           |
| 2000                | Ellis Ferreira Rick Leach                                  | Todd Woodbridge Mark Woodforde          | Todd Woodbridge Mark Woodforde      | Lleyton Hewitt Maks Mirni           |
| 1999                | Jonas Björkman Patrick Rafter                              | Mahesh Bhupathi Leander Paes            | Mahesh Bhupathi Leander Paes        | Sebastien Lareau Alex O'Brien       |
| 1998                | Jonas Björkman Jacco Eltingh                               | Jacco Eltingh Paul Haarhuis             | Jacco Eltingh Paul Haarhuis         | Cyril Suk Sandon Stolle             |
| 1997                | Todd Woodbridge Mark Woodforde                             | Jevgenij Kafelnikov Daniel Vacek        | Todd Woodbridge Mark Woodforde      | Jevgenij Kafelnikov Daniel Vacek    |
| 1996                | Stefan Edberg Petr Korda                                   | Jevgenij Kafelnikov Daniel Vacek        | Todd Woodbridge Mark Woodforde      | Todd Woodbridge Mark Woodforde      |
| 1995                | Jared Palmer Richey Reneberg                               | Jacco Eltingh Paul Haarhuis             | Todd Woodbridge Mark Woodforde      | Todd Woodbridge Mark Woodforde      |
| 1994                | Jacco Eltingh Paul Haarhuis                                | Byron Black Jonathan Stark              | Todd Woodbridge Mark Woodforde      | Jacco Eltingh Paul Haarhuis         |
| 1993                | Danie Visser Laurie Warder                                 | Luke Jensen Murphy Jensen               | Todd Woodbridge Mark Woodforde      | Ken Flach Rick Leach                |
| 1992                | Todd Woodbridge Mark Woodforde                             | Jakob Hlasek Marc Rosset                | John McEnroe Michael Stich          | Jim Grabb Richey Reneberg           |
| 1991                | Scott Davis David Pate                                     | John Fitzgerald Anders Jarryd           | John Fitzgerald Anders Jarryd       | John Fitzgerald Anders Jarryd       |
| 1990                | Pieter Aldrich Danie Visser                                | Sergio Casal Emilio Sanchez             | Rick Leach Jim Pugh                 | Pieter Aldrich Danie Visser         |
| 1989                | Rick Leach Jim Pugh                                        | Jim Grabb Patrick McEnroe               | John Fitzgerald Anders Jarryd       | John McEnroe Mark Woodforde         |
| 1988                | Rick Leach Jim Pugh                                        | Andrés Gómez Emilio Sánchez             | Ken Flach Robert Seguso             | Sergio Casal Emilio Sanchez         |
| 1987                | Stefan Edberg Anders Jarryd                                | Anders Jarryd Robert Seguso             | Ken Flach Robert Seguso             | Stefan Edberg Anders Jarryd         |
| 1986                |                                                            | John Fitzgerald Tomas Smid              | Joakim Nystrom Mats Wilander        | Andrés Gómez Slobodan Živojinović   |
| 1985                | Paul Annacone Christo van Rensburg                         | Mark Edmondson Kim Warwick              | Heinz Günthardt Balazs Taroczy      | Ken Flach Robert Seguso             |
| 1984                | Mark Edmondson Sherwood Stewart                            | Henri Leconte Yannick Noah              | Peter Fleming John McEnroe          | John Fitzgerald Tomáš Šmíd          |
| 1983                | Mark Edmondson Paul McNamee                                | Anders Jarryd Hans Simonsson            | Peter Fleming John McEnroe          | John McEnroe Peter Fleming          |
| 1982                | John Alexander John Fitzgerald                             | Sherwood Stewart Ferdi Taygan           | Peter McNamara Paul McNamee         | Kevin Curren Steve Denton           |
| 1981                | Mark Edmondson Kim Warwick                                 | Heinz Günthardt Balazs Taroczy          | Peter Fleming John McEnroe          | John McEnroe Peter Fleming          |
| 1980                | Mark Edmondson Kim Warwick                                 | Victor Amaya Hank Pfister               | Peter McNamara Paul McNamee         | Robert Lutz Stan Smith              |
| 1979                | Peter McNamara Paul McNamee                                | Gene Mayer Sandy Mayer                  | Peter Fleming John McEnroe          | John McEnroe Peter Fleming          |
| 1978                | Wojtek Fibak Kim Warwick                                   | Gene Mayer Hank Pfister                 | Bob Hewitt Frew McMillan            | Robert Lutz Stan Smith              |
| 1977                | Ray Ruffels Allan Stone (jan) Arthur Ashe Tony Roche (dec) | Brian Gottfried Raul Ramirez            | Geoff Masters Ross Case             | Bob Hewitt Frew McMillan            |
| 1976                | John Newcombe Tony Roche                                   | Fred McNair Sherwood Stewart            | Brian Gottfried Raul Ramirez        | Marty Riessen Tom Okker             |
| 1975                | John Alexander Phil Dent                                   | Brian Gottfried Raúl Ramírez            | Vitas Gerulaitis Sandy Mayer        | Jimmy Connors Ilie Năstase          |
| 1974                | Ross Case Geoff Masters                                    | Dick Crealy Onny Parun                  | John Newcombe Tony Roche            | Robert Lutz Stan Smith              |
| 1973                | Malcolm Anderson John Newcombe                             | John Newcombe Tom Okker                 | Jimmy Connors Ilie Năstase          | Owen Davidson John Newcombe         |
| 1972                | Owen Davidson Ken Rosewall                                 | Bob Hewitt Frew McMillan                | Bob Hewitt Frew McMillan            | Cliff Drysdale Roger Taylor         |
| 1971                | John Newcombe Tony Roche                                   | Arthur Ashe Marty Riessen               | Roy Emerson Rod Laver               | John Newcombe Roger Taylor          |
| 1970                | Robert Lutz Stan Smith                                     | Ilie Năstase Ion Ţiriac                 | John Newcombe Tony Roche            | Pierre Barthes Nikki Pilic          |
| 1969                | Roy Emerson Rod Laver                                      | John Newcombe Tony Roche                | John Newcombe Tony Roche            | Ken Rosewall Fred Stolle            |
| 1968                | Dick Crealy Allan Stone                                    | Ken Rosewall Fred Stolle                | John Newcombe Tony Roche            | Robert Lutz Stan Smith              |
| ↑ Odprti turnirji ↑ |                                                            |                                         |                                     |                                     |
| 1967                | John Newcombe Tony Roche                                   | John Newcombe Tony Roche                | Bob Hewitt Frew McMillan            | John Newcombe Tony Roche            |
| 1966                | Roy Emerson Fred Stolle                                    | Clark Graebner Dennis Ralston           | Ken Fletcher John Newcombe          | Roy Emerson Fred Stolle             |
| 1965                | John Newcombe Tony Roche                                   | Roy Emerson Fred Stolle                 | John Newcombe Tony Roche            | Roy Emerson Fred Stolle             |
| 1964                | Bob Hewitt Fred Stolle                                     | Roy Emerson Ken Fletcher                | Bob Hewitt Fred Stolle              | Chuck McKinley Dennis Ralston       |
| 1963                | Bob Hewitt Fred Stolle                                     | Roy Emerson Manuel Santana              | Rafael Osuna Antonio Palafox        | Chuck McKinley Dennis Ralston       |
| 1962                | Roy Emerson Neale Fraser                                   | Roy Emerson Neale Fraser                | Bob Hewitt Fred Stolle              | Rafael Osuna Antonio Palafox        |
| 1961                | Rod Laver Robert Mark                                      | Roy Emerson Rod Laver                   | Roy Emerson Neale Fraser            | Chuck McKinley Dennis Ralston       |
| 1960                | Rod Laver Robert Mark                                      | Roy Emerson Neale Fraser                | Rafael Osuna Dennis Ralston         | Neale Fraser Roy Emerson            |
| 1959                | Rod Laver Robert Mark                                      | Orlando Sirola Nicola Pietrangeli       | Roy Emerson Neale Fraser            | Neale Fraser Roy Emerson            |
| 1958                | Ashley Cooper Neale Fraser                                 | Ashley Cooper Neale Fraser              | Sven Davidson Ulf Schmidt           | Alex Olmedo Hamilton Richardson     |
| 1957                | Neale Fraser Lew Hoad                                      | Malcolm Anderson Ashley Cooper          | Budge Patty Gardnar Mulloy          | Neale Fraser Ashley Cooper          |
| 1956                | Lew Hoad Ken Rosewall                                      | Don Candy Robert Perry                  | Lew Hoad Ken Rosewall               | Lew Hoad Ken Rosewall               |
| 1955                | Vic Seixas Tony Trabert                                    | Vic Seixas Tony Trabert                 | Rex Hartwig Lew Hoad                | Kosei Kamo Atushi Miyagi            |
| 1954                | Rex Hartwig Mervyn Rose                                    | Vic Seixas Tony Trabert                 | Rex Hartwig Mervyn Rose             | Vic Seixas Tony Trabert             |
| 1953                | Lew Hoad Ken Rosewall                                      | Lew Hoad Ken Rosewall                   | Lew Hoad Ken Rosewall               | Rex Hartwig Mervyn Rose             |
| 1952                | Ken McGregor Frank Sedgman                                 | Ken McGregor Frank Sedgman              | Ken McGregor Frank Sedgman          | Mervyn Rose Vic Seixas              |
| 1951                | Ken McGregor Frank Sedgman                                 | Ken McGregor Frank Sedgman              | Ken McGregor Frank Sedgman          | Ken McGregor Frank Sedgman          |
| 1950                | John Bromwich Adrian Quist                                 | William Talbert Tony Trabert            | John Bromwich Adrian Quist          | John Bromwich Frank Sedgman         |
| 1949                | John Bromwich Adrian Quist                                 | Richard Gonzales Frank Parker           | Richard Gonzales Frank Parker       | John Bromwich Billy Sidwell         |
| 1948                | John Bromwich Adrian Quist                                 | Lennart Bergelin Jaroslav Drobný        | John Bromwich Frank Sedgman         | Gardnar Mulloy William Talbert      |
| 1947                | John Bromwich Adrian Quist                                 | Eustace Fannin Eric Sturgess            | Bob Falkenburg Jack Kramer          | Jack Kramer Fred Schroeder          |
| 1946                | John Bromwich Adrian Quist                                 | Marcel Bernard Yvon Petra               | Tom Brown Jack Kramer               | Gardnar Mulloy William Talbert      |
| 1945                |                                                            |                                         |                                     | Gardnar Mulloy William Talbert      |
| 1944                |                                                            |                                         |                                     | Don Mcneill Bob Falkenburg          |
| 1943                |                                                            |                                         |                                     | Jack Kramer Frank Parker            |
| 1942                |                                                            |                                         |                                     | Gardnar Mulloy William Talbert      |
| 1941                |                                                            |                                         |                                     | Jack Kramer Fred Schroeder          |
| 1940                | John Bromwich Adrian Quist                                 |                                         |                                     | Jack Kramer Fred Schroeder          |
| 1939                | John Bromwich Adrian Quist                                 | Don McNeill Charles Harris              | Elwood Cooke Bobby Riggs            | Adrian Quist John Bromwich          |
| 1938                | John Bromwich Adrian Quist                                 | Bernard Destremau Yvon Petra            | Don Budge Gene Mako                 | Don Budge Gene Mako                 |
| 1937                | Adrian Quist D.P.Turnbull                                  | Gottfried von Cramm Henner Henkel       | Don Budge Gene Mako                 | Gottfried von Cramm Henner Henkel   |
| 1936                | Adrian Quist D.P.Turnbull                                  | Jean Borotra Marcel Bernard             | George Hughes Raymond Tuckey        | Don Budge Gene Mako                 |
| 1935                | Jack Crawford Vivian McGrath                               | Jack Crawford Adrian Quist              | Jack Crawford Adrian Quist          | Wilmer Allison John Van Ryn         |
| 1934                | Fred Perry George Hughes                                   | Jean Borotra Jacques Brugnon            | George Lott Lester Stoefen          | George Lott Lester Stoefen          |
| 1933                | Keith Gledhill Ellsworth Vines                             | Pat Hughes Fred Perry                   | Jean Borotra Jacques Brugnon        | George Lott Lester Stoefen          |
| 1932                | Jack Crawford Edgar Moon                                   | Henri Cochet Jacques Brugnon            | Jean Borotra Jacques Brugnon        | Ellsworth Vines Keith Gledhill      |
| 1931                | Charles Donohoe Ray Dunlop                                 | George Lott John Van Ryn                | George Lott John Van Ryn            | Wilmer Allison John Van Ryn         |
| 1930                | Jack Crawford Harry Hopman                                 | Henri Cochet Jacques Brugnon            | Wilmer Allison John Van Ryn         | George Lott John Doeg               |
| 1929                | Jack Crawford Harry Hopman                                 | René Lacoste Jean Borotra               | Wilmer Allison John Van Ryn         | George Lott John Doeg               |
| 1928                | Jean Borotra Jacques Brugnon                               | Jean Borotra Jacques Brugnon            | Jacques Brugnon Henri Cochet        | George Lott John Hennessey          |
| 1927                | John Hawkes Gerald Patterson                               | Henri Cochet Jacques Brugnon            | Frank Hunter Bill Tilden            | Bill Tilden Frank Hunter            |
| 1926                | John Hawkes Gerald Patterson                               | Vincent Richards Howard Kinsey          | Jacques Brugnon Henri Cochet        | Richard Williams Vincent Richards   |
| 1925                | Pat O'Hara Wood Gerald Patterson                           | René Lacoste Jean Borotra               | Jean Borotra René Lacoste           | Richard Williams Vincent Richards   |
| 1924                | James Anderson Norman Brookes                              |                                         | Frank Hunter Vincent Richards       | Howard Kinsey Robert Kinsey         |
| 1923                | Pat O'Hara Wood Bert St. John                              |                                         | Leslie Godfree Randolph Lycett      | Bill Tilden Brian Norton (RSA)      |
| 1922                | John Hawkes Gerald Patterson                               |                                         | James Anderson Randolph Lycett      | Bill Tilden Vincent Richards        |
| 1921                | S.H. Eaton Rhys Gemmell                                    |                                         | Randolph Lycett Max Woosnam         | Bill Tilden Vincent Richards        |
| 1920                | Pat O'Hara Wood Ron Thomas                                 |                                         | Richard Williams Chuck Garland      | William Johnston Clarence Griffin   |
| 1919                | Pat O'Hara Wood Ron Thomas                                 |                                         | Ron Thomas Pat O'Hara Wood          | Norman Brookes Gerald Patterson     |
| 1918                |                                                            |                                         |                                     | Bill Tilden Vincent Richards        |
| 1917                |                                                            |                                         |                                     | Fred Alexander Harold Throckmorton  |
| 1916                |                                                            |                                         |                                     | William Johnston Clarence Griffin   |
| 1915                | Horace Rice C.V. Todd                                      |                                         |                                     | William Johnston Clarence Griffin   |
| 1914                | Ashley Campbell Gerald Patterson                           |                                         | Norman Brookes Anthony Wilding      | Maurice McLoughlin Thomas Bundy     |
| 1913                | A. Hedeman Ernie Parker                                    |                                         | Herbert Roper Barrett Charles Dixon | Maurice McLoughlin Thomas Bundy     |
| 1912                | James Cecil Parke Charles Dixon                            |                                         | Herbert Roper Barrett Charles Dixon | Maurice McLoughlin Thomas Bundy     |
| 1911                | Rodney Heath Randolph Lycett                               |                                         | Max Décugis André Gobert            | Raymond Little Gustave Touchard     |
| 1910                | Ashley Campbell Horace Rice                                |                                         | Josiah Ritchie Anthony Wilding      | Fred Alexander Harold Hackett       |
| 1909                | J.P. Keane Ernie Parker                                    |                                         | Herbert Roper Barrett Arthur Gore   | Fred Alexander Harold Hackett       |
| 1908                | Fred Alexander Alfred Dunlop                               |                                         | Anthony Wilding M.J.G. Ritchie      | Fred Alexander Harold Hackett       |
| 1907                | Bill Gregg Harry Parker                                    |                                         | Norman Brookes Anthony Wilding      | Fred Alexander Harold Hackett       |
| 1906                | Rodney Heath Anthony Wilding                               |                                         | Sydney Smith Frank Riseley          | Holcombe Ward Beals Wright          |
| 1905                | Randolph Lycett Tom Tachell                                |                                         | Reggie Doherty Laurie Doherty       | Holcombe Ward Beals Wright          |
| 1904                |                                                            |                                         | Reggie Doherty Laurie Doherty       | Holcombe Ward Beals Wright          |
| 1903                |                                                            |                                         | Reggie Doherty Laurie Doherty       | Reggie Doherty Laurie Doherty       |
| 1902                |                                                            |                                         | Sydney Smith Frank Riseley          | Reggie Doherty Laurie Doherty       |
| 1901                |                                                            |                                         | Reggie Doherty Laurie Doherty       | Holcombe Ward Dwight Davis          |
| 1900                |                                                            |                                         | Reggie Doherty Laurie Doherty       | Holcombe Ward Dwight Davis          |
| 1899                |                                                            |                                         | Reggie Doherty Laurie Doherty       | Holcombe Ward Dwight Davis          |
| 1898                |                                                            |                                         | Reggie Doherty Laurie Doherty       | Leo Ware George Sheldon Jr.         |
| 1897                |                                                            |                                         | Reggie Doherty Laurie Doherty       | Leo Ware George Sheldon Jr.         |
| 1896                |                                                            |                                         | Wilfred Baddeley Herbert Baddeley   | Carr Neel Samuel Neel               |
| 1895                |                                                            |                                         | Wilfred Baddeley Herbert Baddeley   | Malcolm Chace Robert Wrenn          |
| 1894                |                                                            |                                         | Wilfred Baddeley Herbert Baddeley   | Clarence Hobart Fred Hovey          |
| 1893                |                                                            |                                         | Joshua Pim F.O. Stoker              | Clarence Hobart Fred Hovey          |
| 1892                |                                                            |                                         | E.W. Lewis H.S. Barlow              | Oliver Campbell Robert Huntington   |
| 1891                |                                                            |                                         | Wilfred Baddeley Herbert Baddeley   | Oliver Campbell Robert Huntington   |
| 1890                |                                                            |                                         | Joshua Pim F.O. Stoker              | Valentine Hall Clarence Hobart      |
| 1889                |                                                            |                                         | William Renshaw Ernest Renshaw      | Henry Slocum Howard Taylor          |
| 1888                |                                                            |                                         | William Renshaw Ernest Renshaw      | Oliver Campbell Valentine Hall      |
| 1887                |                                                            |                                         | Herbert Wilberforce P. Bowes-Lyon   | Richard Sears James Wright          |
| 1886                |                                                            |                                         | William Renshaw Ernest Renshaw      | Richard Sears James Wright          |
| 1885                |                                                            |                                         | William Renshaw Ernest Renshaw      | Richard Sears James Wright          |
| 1884                |                                                            |                                         | William Renshaw Ernest Renshaw      | Richard Sears James Wright          |
| 1883                |                                                            |                                         |                                     | Richard Sears James Wright          |
| 1882                |                                                            |                                         |                                     | Richard Sears James Wright          |
| 1882                |                                                            |                                         |                                     | Richard Sears James Dwight          |
| 1881                |                                                            |                                         |                                     | Clarence Clark Fred Taylor          |

## Najuspešnejši tenisači (vsaj 5 naslovov)
| Naslovi | Tenisači |
| ------- | --- |
| 18      | Mike Bryan |
| 17      | John Newcombe |
| 16      | Roy Emerson, Todd Woodbridge, Bob Bryan |
| 14      | Adrian Quist |
| 13      | John Bromwich, Tony Roche |
| 12      | Mark Woodforde |
| 11      | Neale Fraser |
| 10      | Fred Stolle, Jacques Brugnon, Lawrence Doherty, Reginald Doherty |
| 9       | Bob Hewitt, Frank Sedgman, Jean Borotra, Ken Rosewall, John McEnroe, Jonas Björkman |
| 8       | Anders Järryd, George Lott, Lew Hoad, Daniel Nestor, Leander Paes |
| 7       | Ken McGregor, John Fitzgerald, Peter Fleming, Vincent Richards |
| 6       | Bill Tilden, Fred Alexander, Gerald Patterson, Holcombe Ward, Jacco Eltingh, Jack Crawford, Jack Kramer, John Van Ryn, Paul Haarhuis, Richard Sears, Rod Laver, Maks Mirni |
| 5       | James Dwight, Ernest Renshaw, William Renshaw, Randolph Lycett, Anthony Wilding, Pat O’Hara Wood, Henri Cochet, Gardnar Mulloy, Mervyn Rose, Bill Talbert, Dennis Ralston, Vic Seixas, Tony Trabert, Frew McMillan, Mark Edmondson, Rick Leach, Robert Lutz, Stan Smith, Pierre-Hugues Herbert, Nicolas Mahut |